# Західна Сахара
За́хідна Саха́ра (араб. الصحراء الغربية, бербер. Taneẓṛuft Tutrimt, ісп. Sáhara Occidental, колишня Іспанська Сахара) — спірна територія на північному заході Африки, що межує на півночі з Марокко, на південному сході та півдні з Мавританією, на північному сході має невеликий кордон з Алжиром, на заході омивається Атлантичним океаном. Близько 20 % території контролюється самопроголошеною Сахарською Арабською Демократичною Республікою (САДР), а решта 80 % території знаходяться в адмініструванні сусіднього Марокко. Площа її поверхні становить 266 тисяч км². Це одна з найменш населених країн у світі, що складається в основному з пустельних рівнин. Населення оцінюється у трохи більш, ніж 500 000 чоловік, з котрих майже 40 % живуть в Ель-Аюні, найбільшому місті Західної Сахари.
З 1963 року Західну Сахару, окуповану Іспанією до 1975 року, було включено до списку ООН щодо несамоврядних територій на вимогу Марокко. Це найменш населена територія в цьому списку (враховуючи її невелике населення) і, безумовно, найбільша за площею. 1965 року Генеральна Асамблея ООН ухвалила свою першу резолюцію щодо Західної Сахари, просячи Іспанію деколонізувати територію. Рік по тому Генеральна Асамблея ухвалила нову резолюцію з проханням про проведення в Іспанії референдуму з питання самовизначення. 1975 року Іспанія передала адміністративний контроль над територією спільному управлінню Марокко (яке офіційно претендує на територію з 1957 року) та Мавританії. Спалахнула війна між цими країнами та сахравійським націоналістичним рухом, Фронтом ПОЛІСАРІО, який проголосив САДР з урядом у вигнанні в алжирському Тіндуфі. Зрештою Мавританія відкликала свої претензії 1979 року, а Марокко забезпечило собі фактичний контроль над більшою частиною краю, включаючи усі великі міста і більшість природних ресурсів. Організація Об'єднаних Націй вважає Фронт ПОЛІСАРІО законним представником сахравійського народу і стверджує, що сахраві мають право на самовизначення.
З моменту підписання угоди про припинення вогню за підтримки Організації Об'єднаних Націй 1991 року, дві третини краю, включно з більшою частиною узбережжя Атлантичного океану, перебувають під управлінням уряду Марокко за мовчазної підтримки Франції і Сполучених Штатів Америки, а решта — під САДР за підтримки Алжиру. На міжнародному рівні такі країни, як російська федерація, зайняли загалом двозначну і нейтральну позицію щодо домагань кожної сторони та наполягали аби обидві сторони домовилися про мирне врегулювання. І Марокко, і Полісаріо намагалися посилити свої домагання шляхом накопичення офіційного визнання, особливо з боку африканських, азійських та латиноамериканських держав. Фронт Полісаріо отримав офіційне визнання САДР у 46 державах і набув розширеного членства в Африканському союзі. Марокко заручилося підтримкою своєї позиції з боку урядів кількох африканських країн, а також більшої частини мусульманського світу й Ліги арабських держав. В обох випадках визнання за останні два десятиліття продовжувалися і скасовувалися залежно від розвитку відносин певних країн із Марокко.
До 2020 року жодна держава-член Організації Об'єднаних Націй ніколи офіційно не визнавала суверенітет Марокко над частинами Західної Сахари. 2020 року США визнали суверенітет Марокко над Західною Сахарою в обмін на нормалізацію відносин Марокко та Ізраїлю. 
1984 року попередник Африканського союзу, Організація Африканської Єдності, визнала САДР одним із своїх повноправних членів із таким же статусом, що й Марокко, через що Марокко висловило протест, призупинивши своє членство в ОАЄ. Марокко було повторно прийнято до Африканського союзу 30 січня 2017 року, забезпечивши мирне врегулювання суперечливих вимог між Марокко і САДР та зупинивши розширення свого виключного військового контролю за рахунок будівництва додаткових стін. Поки їхній конфлікт не буде остаточно вирішено, Африканський союз не робитиме жодних офіційних заяв щодо кордону, що розділяє суверенні території Марокко і САДР у Західній Сахарі. Натомість Африканський Союз бере участь у місії Організації Об'єднаних Націй, щоб підтримувати припинення вогню і досягти мирної угоди між двома його членами. Африканський союз надає миротворчий контингент місії ООН, розгорнутої задля нагляду за буферною зоною поблизу «фактичної» межі стін, збудованих Марокко в Західній Сахарі.
Україна не визнає САДР. В 2023 році міністр закордонних справ Кулеба заявив, що Україна розглядає план Марокко щодо автономії Західної Сахари  як базу для розв'язання суперечки САДР з Марокко.

## Географія

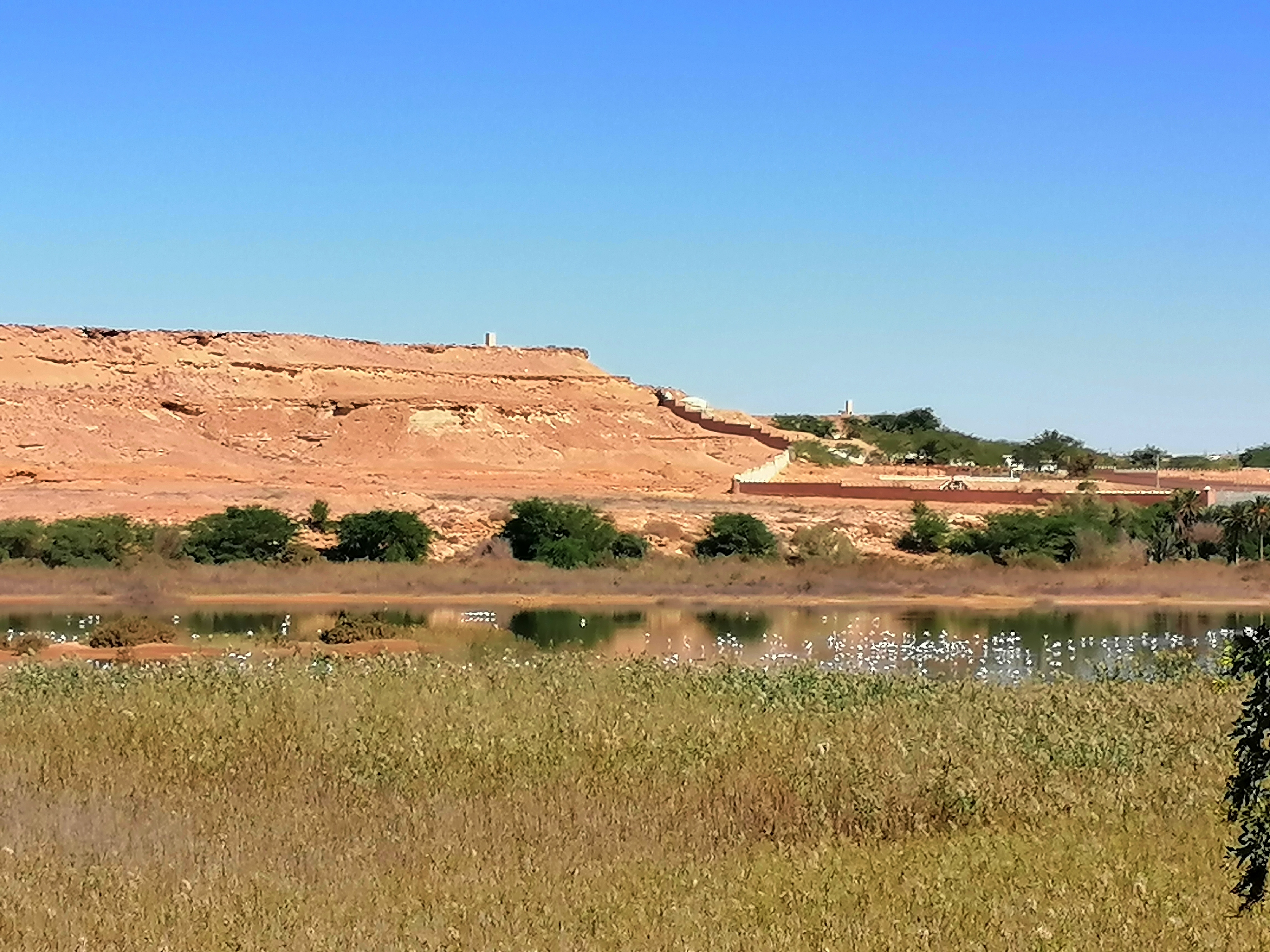
Пересихне озеро Дайт-Ум-Саад

Західна Сахара розташована на північно-західному узбережжі Західної Африки і на порозі Північної Африки. Із заходу омивається східними водами Атлантичного океану, межує з Марокко на півночі, Алжиром на північному сході та Мавританією на сході та півдні.
Край є одним із найпосушливіших і найнесприятливіших місць для проживання людей на планеті, а земля вздовж узбережжя є низькою плоскою пустелею, що поступово здіймається, особливо на півночі, до невеликих гір до 600 м заввишки на східній стороні.
Хоча навесні у цій області можуть виникати раптові повені, постійних водотоків немає. Іноді прохолодна прибережна течія може викликати туман і рясну росу.
Влітку панує надзвичайна спека із середніми максимумами 43–45 °C у липні і серпні; взимку дні також вельми спекотні із середніми максимумами від 25 до 30 °C. Утім у північній частині краю вночі стовпчик термометра може опускатися нижче 0 °С, а в грудні і січні бувають заморозки, хоча й рідко.
Західна Сахара містить чотири наземні екорегіони: сахарські галофіти, середземноморські акацієво-арганові рідколісся, атлантична прибережна пустеля, а також північносахарські степи та рідколісся.

Західна Сахара в Африці
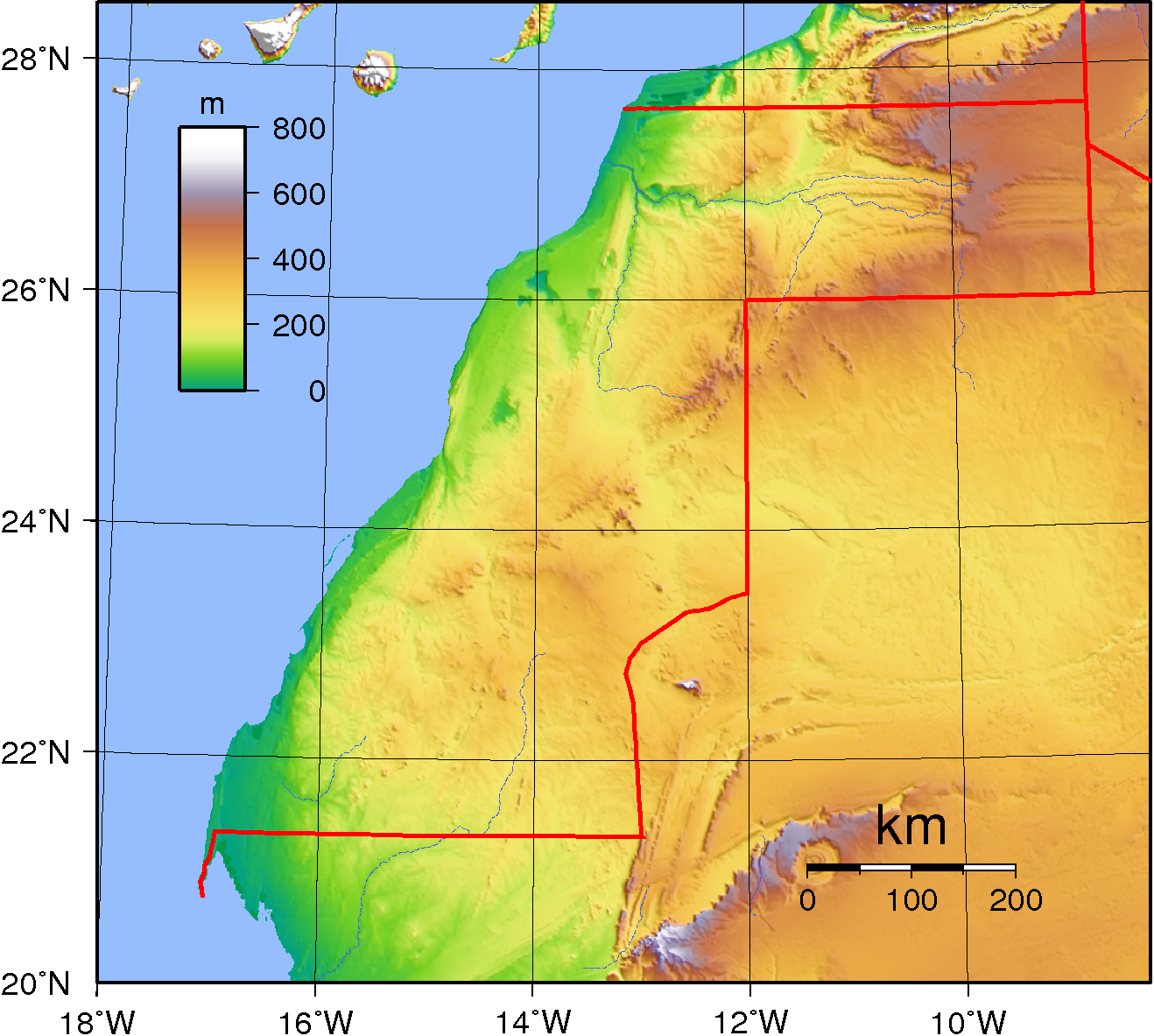
Топографія Західної Сахари

## Історія

Іспанська Західна Сахара в 1960

### Рання історія
Найдавнішими відомими жителями Західної Сахари були бербери-ґетулійці. Залежно від віку джерела римської епохи описують цей край як населений ґетулійськими автололами або ґетулійськими племенами дарада. Берберська спадщина досі проявляється у регіональній топонімії, а також у назвах племен.
Іншими ранніми жителями Західної Сахари могли бути негроїдні бафури, а пізніше серери. З часом бафури були замінені або поглинені берберомовним населенням, яке зрештою, своєю чергою, злилося з арабськими кочовими племенами бені-хассан.
Прихід ісламу 8 століття відіграв важливу роль у розвитку регіону Магриба. Торгівля розвивалася, а ця територія могла бути одним із шляхів для караванів, особливо між марокканським Марракешем і Тімбукту в Малі.
11 століття араби-макіли (менше 200 чоловік) оселилися в Марокко (переважно в долині річки Драа, між річками Мулуя, Тафілальт і Таурирт). Під кінець панування халіфату Альмохадів місцевий сусський правитель закликав бені-хассан, підплем'я арабів-макілів, придушити повстання. Повстанці оселилися в одному з поселень-ксарів в Сусі та контролювали такі міста, як Тарудант. Під час правління династії Марінідів бені-хассан повстали, але зазнали поразки від султана і втекли за пересохлу річку Саґуя-ель-Хамра. Відтоді бені-хассан увійшли у постійні стички із сахарськими кочовими берберами-ламтунами. Приблизно за п'ять століть внаслідок складного процесу акультурації та змішування, що спостерігалися в різних країнах Магрибу і Північної Африки, деякі з корінних берберських племен змішалися з арабськими племенами макілів та утворили культуру, виняткову для Марокко і Мавританії.

### Іспанська провінція

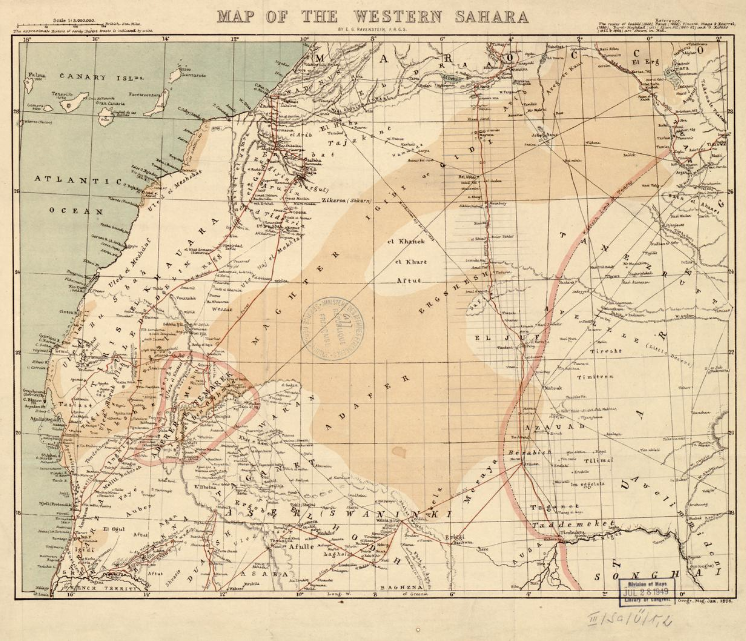
Західна Сахара 1876 року

Хоча початковий інтерес Іспанії до Західної Сахари був зосереджений на використанні її як порту для работоргівлі, до 1700-х років Іспанія перевела економічну діяльність на сахарському узбережжі до комерційного рибальства. Після угоди між європейськими колоніальними державами на Берлінській конференції 1884 року про поділ сфер впливу в Африці Іспанія захопила контроль над Західною Сахарою і зробила її іспанською колонією, оскільки край знаходиться навпроти іспанських Канарських островів. Після 1939 року і з початком Другої світової війни ця територія перебувала у віданні Іспанського Марокко. Як наслідок, Ахмед Белбашир Хаскурі, голова кабінету, генеральний секретар уряду іспанського Марокко, співпрацював із іспанцями у виборі губернаторів у цьому регіоні. Західносахарські лорди, які вже обіймали помітні пости, наприклад, члени сім'ї Маа Ель-Айнаїн, представили рекомендований список кандидатів у нові губернатори. Разом із іспанським верховним комісаром Бельбашир вибрав із цього списку. Під час щорічного святкування дня народження Магомета ці лорди вшанували халіфа, щоб показати лояльність до марокканської монархії.

Іспанський і французький протекторати в Марокко та Іспанській Сахарі, 1912

Згодом іспанське колоніальне правління почало руйнуватися разом із загальною хвилею деколонізації після Другої світової війни; колишні володіння та протекторати Північної та Субсахарської Африки отримали незалежність від європейських держав. Іспанська деколонізація йшла повільніше, але внутрішній політичний і соціальний тиски у материковій частині Іспанії посилився наприкінці правління Франсіско Франка. Намітилося світове прагнення до повної деколонізації. Іспанія почала швидко позбавлятися більшої частини колоніальних володінь, що залишилися. До 1974–75 років уряд пообіцяв провести референдум щодо незалежності Західної Сахари.
Водночас Марокко і Мавританія, які мали історичні та конкоретні посягання на суверенітет над краєм, стверджували, що їхня держава була штучно відокремлена від їхніх історичних земель європейськими колоніальними імперіями. Алжир, який також межував з цим краєм, з підозрою ставився до їхніх вимог, оскільки Марокко також посягало на алжирські вілаєти Тіндуф і Бешар. Висловившись за те, щоб процесом деколонізації керувала Організація Об'єднаних Націй, алжирський уряд під керівництвом Хуарі Бумедьєна 1975 року зобов'язався надавати допомогу Фронту ПОЛІСАРІО, який виступав проти домагань Марокко і Мавританії і вимагав повної незалежності Західної Сахари.
ООН спробувала вирішити ці суперечки за допомогою виїзної місії наприкінці 1975 року, а також за рішенням Міжнародного суду (МС). Останній визнав, що Західна Сахара дійсно мала історичні зв'язки з Марокко та Мавританією, але недостатні, щоби довести суверенітет жодної з держав над краєм під час іспанської колонізації. Таким чином, населення території мало право на самовизначення. 6 листопада 1975 року Марокко започаткувало Зелений марш на Західну Сахару — 350 000 беззбройних марокканців зібралися біля міста Тарфая на півдні Марокко і чекали поклику від марокканського короля Хасана II, щоб перетнути кордон мирним маршем. За кілька днів до цього, 31 жовтня, марокканські війська вторглися в Західну Сахару з півночі.

### Прагнення до незалежності

Система марокканських стін у Західній Сахарі, створена в 1980-х роках

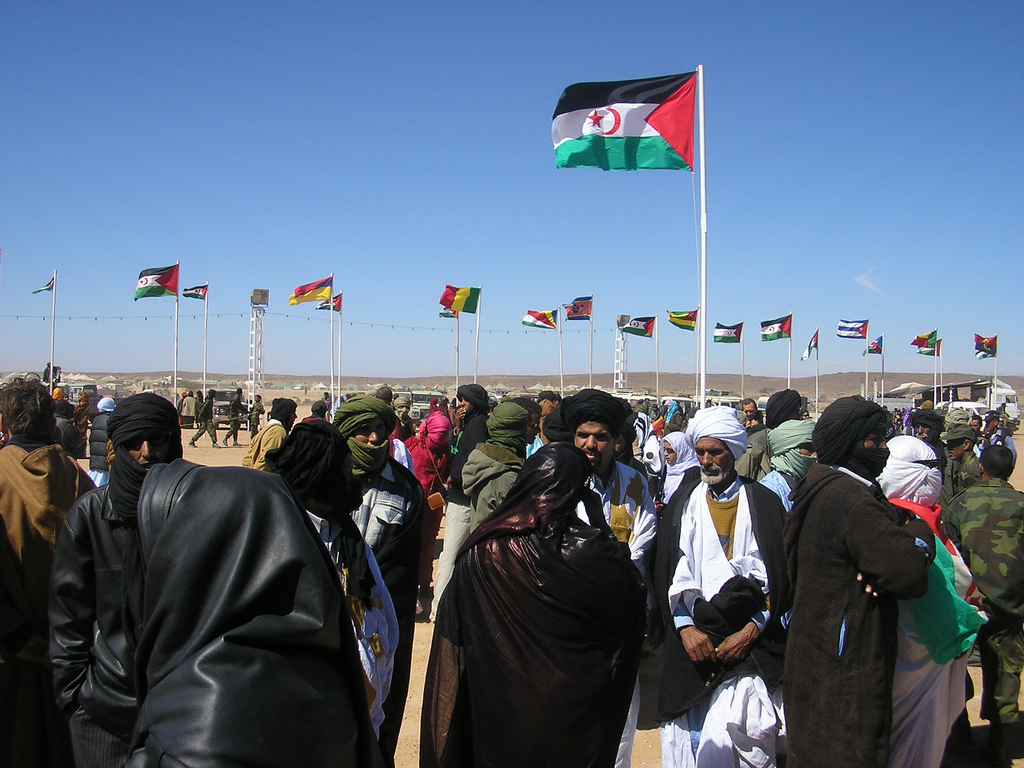
Відзначення тридцятиріччя незалежності від Іспанії на звільнених територіях (2005)

В останні дні правління генерала Франка та після «Зеленого маршу» уряд Іспанії підписав тристоронню угоду з Марокко та Мавританією, перейшовши до передачі території 14 листопада 1975 року. Угоди були засновані на двосторонньому управлінні, та Марокко і Мавританія перейшли до поглинання земель, при цьому Марокко взяло під себе північні дві третини Західної Сахари як свої південні провінції, а Мавританія взяла під контроль південну третину під назвою Тірис аль-Ґарбія (з ар. — Західний Тірис). Іспанія припинила свою присутність в Іспанській Сахарі протягом трьох місяців, репатріювавши останки похованих іспанців зі своїх цвинтарів.
Анексіям Марокко та Мавританії протистояв Фронт ПОЛІСАРІО, який отримав підтримку Алжиру. Фронт розпочав партизанську війну, а 1979 року Мавританія вийшла з угод через тиск з боку Полісаріо, включаючи бомбардування мавританської столиці та інших економічно важливих об'єктів. Так Марокко поширило свій контроль на решту земель. Марокко намагалося стримувати партизанів, поступово створивши великі піщані насипи у пустелі, відомий як Прикордонна стіна або Марокканська стіна, яка мала не пропускати партизанів. Бойові дії припинилися внаслідок припинення вогню 1991 року під наглядом миротворчої місії МООНРЗС відповідно до умов Плану врегулювання ООН.

### Затримка референдуму та План врегулювання
Референдум, спочатку запланований на 1992 рік, передбачав надання місцевому населенню вибору між незалежністю або підтвердженням інтеграції з Марокко, але він швидко застопорився. 1997 року Х'юстонська угода спробувала відновити пропозицію про референдум, але досі не мала успіху. Станом на 2010 рік переговори щодо умов не привели до жодних істотних дій. В основі суперечки лежить питання про те, хто має право бути зареєстрованим для участі в референдумі, і приблизно з 2000 року Марокко вважає, що оскільки немає угоди щодо осіб, які б мали право голосу, референдум є неможливим. Тим часом ПОЛІСАРІО, як і раніше, наполягає на чіткому референдумі з незалежності, утім не пропонуючи вирішення питання щодо права реєстрування осіб задля участі в ньому.
Обидві сторони звинувачують одна одну у затягуванні референдуму. ПОЛІСАРІО наполягає на тому, щоб дозволити голосувати лише тих, кого зачислено до списків перепису населення Іспанії 1974 року (див. нижче), тоді як Марокко наполягає, що перепис був помилковим через ухилення від сплати податків, і домагається включення членів сахравійських племен, що втекли на північ Марокко від іспанського вторгнення 19 століття.
Зусилля спецпредставників ООН порозумітися для обох сторін не мали успіху. До 1999 ООН виявила близько 85 000 виборців, майже половина з котрих проживала в підпорядкованих Марокко частинах Західної Сахари або Південного Марокко, а інші були розкидані між тіндуфськими таборами біженців, Мавританією та іншими місцями вигнання. ПОЛІСАРІО прийняв цей список виборців, як і попередній список, представлений ООН (обидва спочатку були засновані на переписі населення Іспанії 1974 року), але Марокко відмовилося і, оскільки відхилені кандидати-виборці розпочали процедуру масових оскаржень, наполягло на поосібному розгляді кожної заяви. Це знову зупинило процес.
За словами делегації НАТО, спостерігачі МООНРЗС за виборами заявили 1999 року, коли безвихідь тривала і надалі, що «якщо кількість виборців не збільшиться значно, шанси будуть досить слабкі на боці САДР». На 2001 року процес по суті зайшов у глухий кут і Генеральний секретар ООН вперше попросив сторони вивчити інші, треті шляхи вирішення. Так, невдовзі після Х'юстонської угоди (1997 р.) Марокко офіційно заявило, що «більше немає необхідності» включати варіант незалежності до бюлетеня, запропонувавши натомість автономію. Ерік Дженсен, гравший адміністративну роль у МООНРЗС, писав, що жодна із сторін не погодиться на реєстрацію виборців, у якій їм судилося програти.

### План Бейкера
Як особистий посланець Генерального секретаря, Джеймс Бейкер відвідав усі сторони та підготував документ, відомий як «План Бейкера». Це обговорювалося Радою Безпеки Організації Об'єднаних Націй 2000 року і передбачало створення Західносахарської автономії, за якою через п'ять років мав бути референдум. Кожній людині, яка перебуває на території, буде дозволено голосувати незалежно від місця народження та незалежно від іспанського перепису населення. Його було відхилено обома сторонами, хоча спочатку був заснований на марокканській пропозиції. Згідно з проєктом Бейкера, десятки тисяч переселенців з власне Марокко (які Полісаріо розглядає як чужоземців, а Марокко як законних мешканців цього краю) отримають право голосу на сахравійському референдумі про незалежність; водночас бюлетень для голосування буде розділено натроє шляхом включення невизначеної «автономії», ще більше підриваючи прихильників незалежності. Марокко також було дозволено тримати своє військо у цьому краї та зберігати контроль над усіма питаннями безпеки як за роки автономії, так і під час виборів. 2002 року марокканський король заявив, що ідея референдуму «застаріла», оскільки «не може бути здійснена»; Полісаріо заперечив, що це сталося лише через відмову короля дозволити цьому статися.
2003 року було офіційно оприлюднено нову версію плану з деякими доповненнями, що визначають повноваження Західносахарської автономії, роблячи її менш залежною від марокканської передачі повноважень. Він також надав додаткову інформацію про процес референдуму, аби його було важче загальмувати чи підірвати. Цей другий проєкт, широко відомий як Бейкер II, було прийнято Полісаріо як «основа для переговорів», на подив багатьох. Це означало відмовилення Полісаріо від попередньої позиції щодо ведення переговорів лише на основі зразків ідентифікації виборців 1991 року (тобто іспанського перепису). Після цього проєкт швидко отримав широку міжнародну підтримку, кульмінацією якої стало одностайне схвалення плану Радою Безпеки ООН влітку 2003 року.

### 2010-ті роки

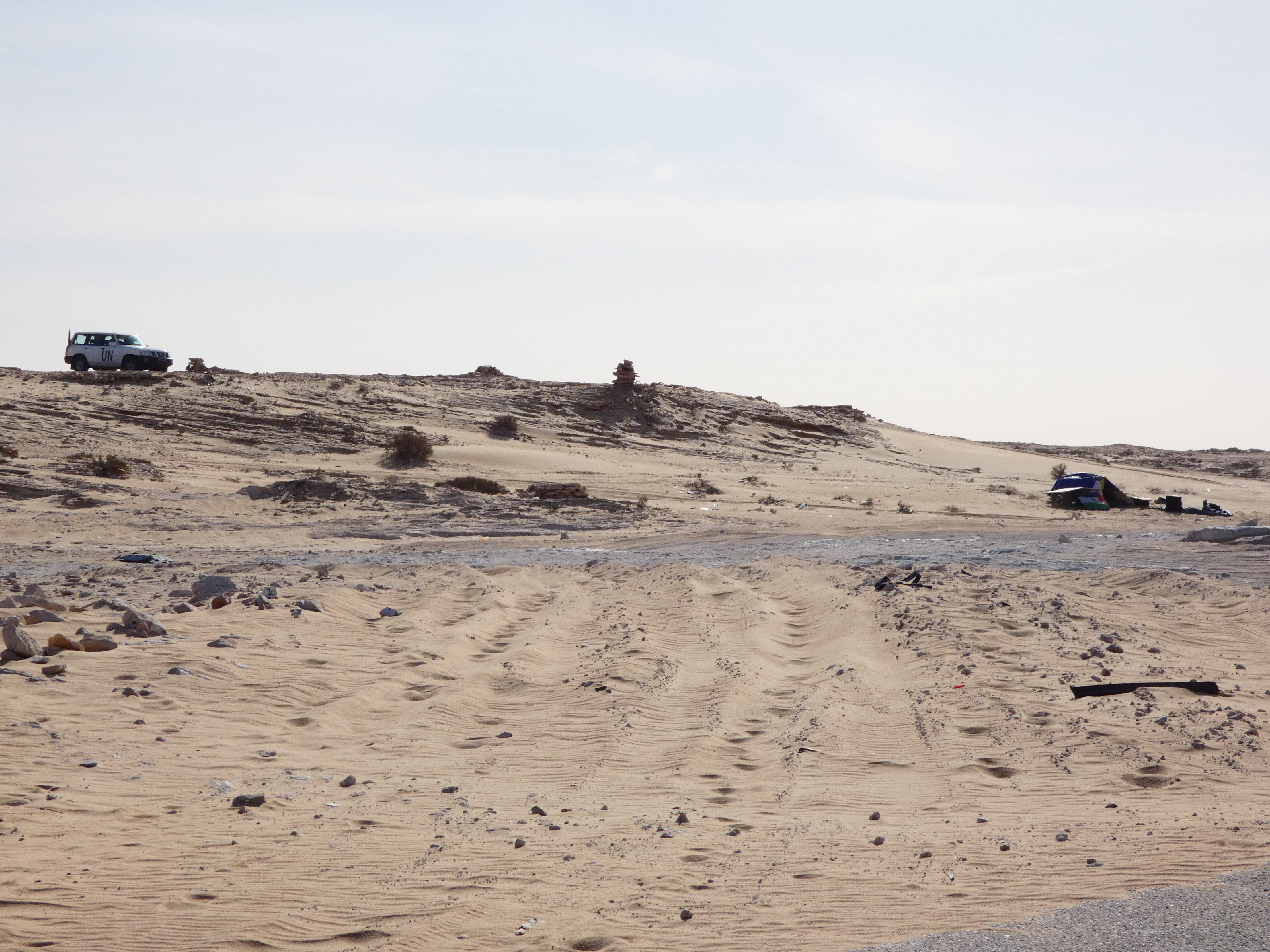
Автомобіль МООНРЗС (ліворуч) та пост Фронту ПОЛІСАРІО (праворуч) на півдні Західної Сахари, 2017 рік

У жовтні 2010 року було створено табір Ґадайм-Ізік неподалік Ель-Аюна на знак протесту переміщених сахравійців проти скрутних умов їхнього життя. У ньому мешкало понад 12 000 осіб. У листопаді 2010 року марокканські сили безпеки увійшли до табору Ґадайм-Ізік рано вранці, використовуючи вертольоти та водомети, щоб змусити людей піти. Фронт ПОЛІСАРІО заявив, що марокканські сили безпеки вбили 26-річного протестувальника у таборі, але Марокко відкидає ці звинувачення. Протестувальники в Ель-Аюні кидали каміння в поліцію та підпалювали шини й автівки. Також було підпалено кілька будівель, зокрема телевізійну станцію. Офіційні особи Марокко заявили, що внаслідок заворушень було вбито п'ятеро співробітників служби безпеки.
15 листопада 2010 року марокканський уряд звинуватив алжирські спецслужби в улаштуванні і фінансуванні табору Ґадайм-Ізік із наміром дестабілізувати регіон. Іспанську пресу звинуватили у розгортанні кампанії дезінформації на підтримку сахравійських дій, а всім іноземним репортерам заборонили в'їжджати у край, а вже присутніх вислали звідти. Протест збігся з новим раундом переговорів в ООН.
2016 року Європейський союз заявив, що «Західна Сахара не є частиною марокканської території». У березні 2016 року Марокко «вислало понад 70 цивільних співробітників ООН з МООНРЗС» через натягнуті стосунки після того, як Пан Ґі Мун назвав марокканську анексію Західної Сахари «окупацією».

### 2020-ті роки
У листопаді 2020 року припинення вогню між Фронтом ПОЛІСАРІО та Марокко було порушено, що призвело до збройних зіткнень між сторонами.
10 грудня 2020 року Сполучені Штати Америки оголосили, що визнають повний суверенітет Марокко над Західною Сахарою в обмін на усталення відносин Марокко із Ізраїлем.

## Політика

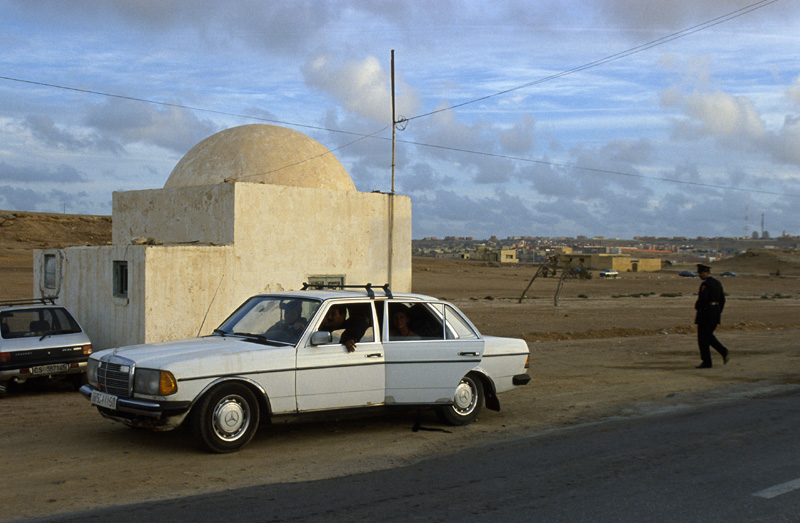
Контрольно-пропускний пункт марокканської поліції у передмісті Ель-Аюна

Суверенітет над Західною Сахарою заперечується між Марокко і Фронтом ПОЛІСАРІО, а його правовий статус залишається невирішеним. Організація Об'єднаних Націй вважає край «несамоврядною територією».
Формально Марокко керується двопалатним парламентом при конституційній монархії. Останні вибори до нижньої палати парламенту було визнано міжнародними спостерігачами досить вільними і справедливими. Певні повноваження, такі як право призначати уряд і розпускати парламент, залишаються у руках монарха. Підпорядковані Марокко частини Західної Сахари розділено на кілька провінцій, які розглядаються королівством його невід'ємними частинами. Марокканський уряд значною мірою субсидує підвладні йому західносахарські провінції завдяки зниженим тарифам на паливо і супутнім субсидіям, щоб заспокоїти націоналістичне інакомислення та залучити сахравійських переселенців до власне Марокко.
Уряд у вигнанні самопроголошеної Сахарської Арабської Демократичної Республіки (САДР) є формою однопартійної парламентської і президентської системи, але, відповідно до її конституції, після досягнення незалежності її буде перетворено на багатопартійну систему. Наразі вона базується в підвлеглих їй таборах біженців в алжирському Тіндуфі. Він також контролює частину Західної Сахари на схід від Марокканської стіни, відому серед прихильників Фронту як Звільнені території. У цій області мешкає дуже невелике населення, яке, за оцінками, становить близько 30 000 кочовиків. Уряд Марокко розглядає її як нічийну землю, що патрулюється військами ООН. Уряд САДР, війська якого також патрулюють цю область, проголосив розташовані в цьому районі села Бір-Лелу і Тіфариті тимчасовою та майбутньою столицями САДР.
18 грудня 2019 Коморські Острови стали першою країною, що відкрила консульство в Ель-Аюні на підтримку домагань Марокко на Західну Сахару. У січні 2020 року Ґамбія та Ґвінея відкрили консульства у Дакхлі, а Ґабон же відкрив генеральне консульство в Ель-Аюні. У рамках угоди про нормалізацію відносин між Марокко та Ізраїлем США відкрили тимчасове консульство в Дакхлі в січні 2021 року як переход до створення постійного консульства в найближчому майбутньому.

### Права людини

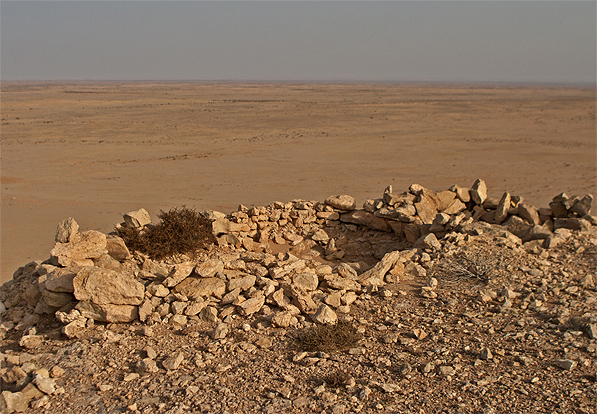
Санґар (твердиня) часів західносахарського конфлікту. Твердиню побудовано зі скель на вершині плато з видом на Ґрарт Чучіа в Аль-Ґада, Західна Сахара. Санґар звернений на північ і, ймовірно, був збудований сахравійцями у 1980-х роках.

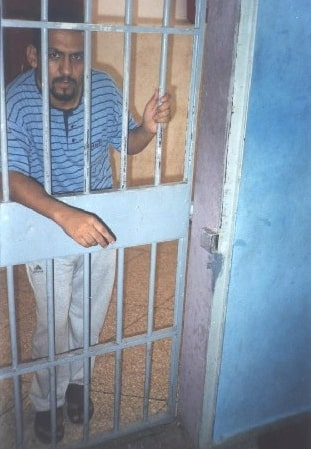
Сахравійський правозахисник Алі Салем Тамек в марокканській в'язниці Айт-Меллуль

Конфлікт у Західній Сахарі призвів до серйозних порушень прав людини, про що постійно повідомляють зовнішні репортери й активісти, як, передусім, переміщення десятків тисяч сахарського цивільного населення з краю, вигнання десятків тисяч марокканських мирних жителів алжирським урядом з Алжиру та численні жертви війни і гонінь.
У роки війни (1975–1991) обидві сторони звинувачували одна одну у нападах на мирних жителів. Заяви Марокко про тероризм ПОЛІСАРІО, як правило, майже не мають підтримки за кордоном: США, ЄС, АС та ООН відмовляються включати групу до своїх списків терористичних організацій. Керівники ПОЛІСАРІО заявляють, що вони ідеологічно виступають проти тероризму, і наполягають на тому, аби колективні покарання та насильницькі зникнення сахравійських мирних жителів вважалися державним тероризмом вже з боку Марокко. Що Марокко, що ПОЛІСАРІО додатково звинувачують один одного в порушенні прав людини по відношенню до населення, яке перебуває під їхнім контролем — у частинах Західної Сахари, підвладих Марокко, так і в тіндуфських таборах біженців в Алжирі, відповідно. Марокко і такі організації, як France Libertés, вважають, що Алжир несе пряму відповідальність за злочини, скоєні на його території, та звинувачують країну в безпосередній участі у таких порушеннях.
Марокко неодноразово критикувалося за свої дії в Західній Сахарі з боку міжнародних правозахисних організацій, зокрема:
- Міжнародна амністія[51]
- Нагляд за правами людини (HRW)[52][53]
- Світова організація проти катувань (OMCT)
- Дім свободи[54]
- Репортери без кордонів (RSF)[55]
- Міжнародний комітет Червоного Хреста
- Управління Верховного комісара ООН з прав людини[56]
- Derechos Human Rights[57]
- Defend International[58][59]
- Міжнародний фонд захисту правозахисників (Front Line)[60][61][62][63]
- Міжнародна федерація за права людини (FIDH)[64][65][66][67][68]
- Товариство захисту вразливих народів (STPI)[69][70]
- Норвезька рада у справах біженців (NRC)[71]

ПОЛІСАРІО критикувала французька організація France Libertés за поводження з марокканськими військовополоненими, а також згідно зі звітами бельгійського комерційного консультаційного товариства ESISC за загальну поведінку Фронту в тіндуфських таборах біженців. Соціальний антрополог пустелі Сахара Константіна Ісідорос заявила, що і 2005-го, і 2008 року ESISC опублікував два майже однакові звіти, в яких подавалася нібито спотворена правда про те, як ПОЛІСАРІО розвивається у бік ісламського тероризму і радикалізму та міжнародної злочинності. За словами Ісідорос, «брехня, вочевидь, відіграє у цьому звіті особливе значення». Джейкоб Мунді вважає цей звіт частиною марокканської пропаганди, спрямованої на дискредитацію Фронту ПОЛІСАРІО.
Низка колишніх посадових осіб ПОЛІСАРІО, які перейшли на бік Марокко, звинувачують Фронт у порушенні прав людини та ізоляції населення в Тіндуфі.

## Адміністративний поділ

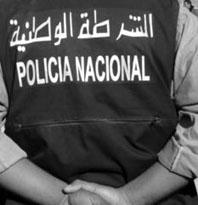
Національна сахравійська поліція

### Марокканські регіони та провінції
Три марокканські регіони знаходяться в межах або частково в Західній Сахарі:
- Регіон Ґулмім — Ваді-Нун
Провінція Асса-Заґ
- Регіон Ель-Аюн — Сакія-ель-Хамра
Провінція Будждур
Провінція Ес-Семара
Провінція Ель-Уюн
Провінція Тарфая
- Регіон Дакхла — Уед-ед-Дахаб
Провінція Ауссерд
Провінція Уед-ед-Дахаб

### Сахарська Арабська Демократична Республіка
- Вілаях
- Даерах

Марокко контролює землі на захід від насипів прикордонної стіни, тоді як Сахравійська Республіка контролює землі на схід (див. мапу).

## Земельні і національні спори
Західну Сахару було розділено між Марокко і Мавританією у квітні 1976 року, при цьому Марокко придбало дві третини північних земель. Відколи Мавританія під тиском партизанів ПОЛІСАРІО відмовилася від усіх домагань на свою частину в серпні 1979 року, Марокко незабаром після цього зайняло цю площину і з того часу встановило адміністративний контроль над усім краєм. Офіційно марокканський уряд називає Західну Сахару «Південними провінціями», що складаються з регіонів Ріо-де-Оро та Сакія-ель-Хамра.
Частина, що не перебуває під контролем уряду Марокко, — це смуга землі між марокканською стіною та фактичною межею з Алжиром (див. на мапі МООНРЗС). Фронт «Полісаріо» стверджує, що керує Вільною зоною від імені САДР. Регіон патрулюють сили ПОЛІСАРІО, а доступ обмежений навіть серед сахравійців через суворий сахарський клімат, військовий конфлікт та безлічі наземних мін і нерозірваних снарядів. Landmine Action UK провела попередні дослідження, відвідавши контрольований Полісаріо район Західної Сахари у жовтні 2005 року та лютому–березні 2006 року. Польова оцінка на околицях Бір-Лахлу, Тіфариті і прикордонних насипів показала, що найщільніші скупчення мін знаходяться перед насипами. Міни закладали зиґзаґами на відстані до одного метра одна від одної, а на окремих ділянках насипів — по три ряди мін. Є також насипи в зоні, підпорядковані Марокко, навколо Дакхли і від Буждура, включаючи Ес-Семару на марокканському кордоні. Проте закладання мін не обмежувалося околицями прикордонної стіни, оскільки окуповані Фронтом поселення, такі як Бір-Лахлу і Тіфариті, є оточеними мінами, встановленими марокканськими військами.
Незважаючи на це, цим краєм мандрують і населяють багато сахравійських кочовиків з тіндуфських таборів біженців в Алжирі та сахравійських громад у Мавританії. У цьому районі також присутні сили МООНРЗС Організації Об'єднаних Націй. Сили ООН наглядають за припиненням вогню між Полісаріо та Марокко, узгодженим у Плані врегулювання 1991 року.
Сили Полісаріо (Сахравійської народно-визвольної армії) у цьому районі розділені на сім «військових регіонів», кожен з котрих контролюється вищим командиром, підпорядкованим президенту Полісаріо самопроголошеної Сахарської Арабської Демократичної Республіки. Загальна чисельність партизанського війська Полісаріо, присутня в цьому районі, є невідомою, але вважається, що вона налічує кілька тисяч чоловік, незважаючи на те, що багато комбатантів були демобілізовані через припинення вогню.
Великі політичні сахравійські заходи, такі як з'їзди Полісаріо та засідання Сахравійської національної ради (парламент САДР у вигнанні), проводяться у Вільній зоні (особливо в Тіфариті і Бір-Лелу), оскільки політично і символічно важливо вести політичні справи на сахравійській території. 2005 року МООНРЗС подала скаргу до Ради Безпеки Організації Об'єднаних Націй на «військові маневри зі справжнім вогнем, які поширюються на зони обмеженого доступу» з боку Марокко. Зосередження сил на ознаменування 30-річчя Сахарської Республіки зазнало засудження з боку Організації Об'єднаних Націй, оскільки це було вважано прикладом порушення режиму припинення вогню через зосередження такої великої кількості сил у цьому районі. Наприкінці 2009 року марокканські війська провели військові маневри поблизу Ум-Дрейґи, в зоні відчуження, порушивши режим припинення вогню. Обидві сторони звинувачуються в таких порушеннях з боку ООН, але з 1991 року жодна зі сторін не робила дотепер серйозних ворожих дій.
Мирні переговори за підтримки ООН, перші за шість років між Марокко та Полісаріо, відбулися в Женеві 5 грудня 2018 року, й обидві сторони погодилися зустрітися знову через кілька місяців для подальших переговорів.
Під час спільного мароккансько-мавританського контролю над краєм підпорядкована Мавританії частина, яка приблизно відповідала сучасній Сакія ель-Хамра, була відома як Тірис аль-Ґарбія («Західний Тірис»).

## Природні ресурси
Західна Сахара має багаті природні ресурси. Провідне місце серед них займають фосфорити. Перспективні родовища урану, залізних і мідних руд, ртуті, кам'яних солей. Прибережні води багаті на рибу.

## Демографія
За оцінками, населення в липні 2005 року становило 373 008 осіб, у 2010 році — 405 210 людей, в 2015 році — 586 000 людей; в більшості, це араби і арабізовані бербери, багато хто з них веде кочовий спосіб життя. При цьому, за оцінками близько 40 тисяч живуть у Вільній зоні і близько 100 тисяч осіб — у таборах біженців в Алжирі.
На 1000 чоловік щорічно припадає 39,54 народжень і 11,49 смертей, також на 1000 новонароджених припадає 69,66 смертей. Середня тривалість життя чоловіків — 52 роки, жінок — 56,73 років. Середня народжуваність на жінку — 4,3 дитини. Діти до 14 років становлять 44,9 % всього населення, дорослі від 15 до 64 років: 52,8 % і літні люди старші за 65 років лише 2,3 %.
Майже 100 % населення сповідують іслам, у 1975 році в регіоні проживало понад 20 000 католиків, однак до 2007 року внаслідок переслідувань і еміграції їх залишилося приблизно 100 людей.
Більшість населення спілкуються марокканським діалектом арабської мови. Багато людей також володіють іспанською мовою і використовують її як мову міжнаціонального спілкування.